# Џони Меј
Џони Меј (енгл. Jonny May; 1. април 1990) професионални је рагбиста, енглески репрезентативац, играч премијерлигаша Глостер (рагби јунион) и тренутно један од најбржих играча у Европи (100 м - 10.7 с).

## Биографија
Висок 186 cm, тежак 90 kg, Меј игра повремено центра или аријера, али најчешће лево крило. Од почетка професионалне каријере до данас игра за Глостер (рагби јунион) за који је до сада одиграо 113 мечева и постигао 250 поена. Са Глостером је освојио Куп европских изазивача у рагбију. За "Црвене руже" дебитовао је против Аргентине 2013. До сада је за репрезентацију одиграо 19 утакмица и постигао 6 есеја.